# Montliard
Montliard és un municipi francès, situat al departament del Loiret i a la regió de Centre – Vall del Loira. L'any 2007 tenia 221 habitants.

## Demografia

### Població
El 2007 la població de fet de Montliard era de 221 persones. Hi havia 88 famílies, de les quals 24 eren unipersonals (12 homes vivint sols i 12 dones vivint soles), 32 parelles sense fills i 32 parelles amb fills.
La població ha evolucionat segons el següent gràfic:
Habitants censats

### Habitatges
El 2007 hi havia 133 habitatges, 89 eren l'habitatge principal de la família, 31 eren segones residències i 13 estaven desocupats. Tots els 133 habitatges eren cases. Dels 89 habitatges principals, 75 estaven ocupats pels seus propietaris, 11 estaven llogats i ocupats pels llogaters i 3 estaven cedits a títol gratuït; 5 tenien dues cambres, 20 en tenien tres, 17 en tenien quatre i 47 en tenien cinc o més. 68 habitatges disposaven pel capbaix d'una plaça de pàrquing. A 36 habitatges hi havia un automòbil i a 46 n'hi havia dos o més.

### Piràmide de població
La piràmide de població per edats i sexe el 2009 era:
| Homes | Edats   | Dones |
| ----- | ------- | ----- |
| 0     | 95 o +  | 0     |
| 0     | 90 a 94 | 0     |
| 0     | 85 a 89 | 4     |
| 4     | 80 a 84 | 0     |
| 0     | 75 a 79 | 0     |
| 20    | 70 a 74 | 12    |
| 4     | 65 a 69 | 4     |
| 8     | 60 a 64 | 8     |
| 0     | 55 a 59 | 4     |
| 8     | 50 a 54 | 12    |
| 0     | 45 a 49 | 4     |
| 4     | 40 a 44 | 0     |
| 12    | 35 a 39 | 8     |
| 8     | 30 a 34 | 8     |
| 4     | 25 a 29 | 12    |
| 0     | 20 a 24 | 0     |
| 0     | 15 a 19 | 0     |
| 8     | 10 a 14 | 4     |
| 4     | 5 a 9   | 8     |
| 8     | 0 a 4   | 8     |

## Economia
El 2007 la població en edat de treballar era de 129 persones, 87 eren actives i 42 eren inactives. De les 87 persones actives 78 estaven ocupades (43 homes i 35 dones) i 9 estaven aturades (4 homes i 5 dones). De les 42 persones inactives 18 estaven jubilades, 16 estaven estudiant i 8 estaven classificades com a «altres inactius».

### Ingressos
El 2009 a Montliard hi havia 94 unitats fiscals que integraven 236 persones, la mediana anual d'ingressos fiscals per persona era de 16.249 €.

### Activitats econòmiques
Dels 5 establiments que hi havia el 2007, 2 eren d'empreses de construcció, 1 d'una empresa d'hostatgeria i restauració, 1 d'una empresa d'informació i comunicació i 1 d'una empresa de serveis.
Dels 2 establiments de servei als particulars que hi havia el 2009, 1 era una fusteria i 1 lampisteria.
L'any 2000 a Montliard hi havia 12 explotacions agrícoles que ocupaven un total de 595 hectàrees.

## Poblacions més properes
El següent diagrama mostra les poblacions més properes.